# جوزيف ميرفي
جوزيف ميرفي (بالإنجليزية: Joseph Murphy)‏ (1898 – 1981 م) كان كاتبًا إيرلنديًا ووزيرًا للفكر الجديد، مُرسمًا في العلوم الإلهية والعلوم الدينية. ولد في جمهورية أيرلندا، توفي في لاغونا هيلس، أورانج، كاليفورنيا، عن عمرٍ يناهز 83 عامًا.

## نشأته
وُلد الدكتور جوزيف مورفي في باليديهوب في مقاطعة كورك بأيرلندا، وهو ابن مدير مدرسة خاصة للبنين ونشأ كاثوليكيًا رومانيًا. انضم إلى اليسوعيين. التحق مورفي بالمدرسة الوطنية وتم تشجيعه على الدراسة للكهنوت وتم قبوله كإكليريكي يسوعي. ومع ذلك، بحلول الوقت الذي وصل فيه إلى سن المراهقة المتأخرة، بدأ في التشكيك في الأرثوذكسية الكاثوليكية لليسوعيين، وانسحب من المدرسة. كان هدفه استكشاف أفكار جديدة واكتساب خبرات جديدة - وهو هدف لم يستطع تحقيقه في أيرلندا ذات الأغلبية الكاثوليكية – فاضطر أن يترك عائلته للذهاب إلى أمريكا.
في العشرينات من عمره، قبل أن يُرسم كاهنًا، كانت لديه تجربة في صلاة الشفاء دفعته إلى مغادرة اليسوعيين والهجرة إلى الولايات المتحدة في عام 1922م؛ سافر كراكبٍ على متن RMS Cedric مبحرًا من ليفربول إنجلترا، إلى ميناء نيويورك. في بيان ركاب السفينة، تم إدراج مهنته ككيميائي، وهو المصطلح البريطاني للصيدلي. أصبح صيدليًا محترفًا في مدينة نيويورك وحصل على شهادة في الكيمياء في ذلك الوقت. حضر إلى كنيسة المسيح الشفاء (جزء من كنيسة العلم الإلهي)، عندما أصبح إيميت فوكس وزيرًا في عام 1931م.

## أعماله
سافر مورفي إلى الهند وقضى الكثير من الوقت مع الحكماء الهنود، وتعلم الفلسفة الهندوسية. قام فيما بعد بتشكيل كنيسة جديدة في أمريكا ذات أيديولوجيات هندوسية.
في منتصف الأربعينيات من القرن الماضي، انتقل إلى لوس أنجلوس، حيث التقى بمؤسس العلوم الدينية إرنست هولمز، ورُسم في العلوم الدينية من قبل هولمز في عام 1946م، وبعد ذلك قام بالتدريس في روتشستر، نيويورك، ولاحقًا في معهد العلوم الدينية في لوس أنجيليس. أدى اجتماع مع رئيس جمعية العلوم الإلهية إروين جريج إلى إعادة ترسيمه في العلوم الإلهية، وأصبح وزيرًا لكنيسة لوس أنجلوس للعلوم الإلهية في عام 1949م، والتي قام ببنائها لتصبح واحدةً من أكبر تجمعات الفكر الجديد في البلاد.
عندما دخلت الولايات المتحدة الحرب العالمية الثانية، تم تجنيد مورفي في الجيش وتم تعيينه للعمل كصيدليٍ في الوحدة الطبية لفرقة المشاة 88. في ذلك الوقت، جدّد اهتمامه بالدين وبدأ في القراءة على نطاقٍ واسعٍ عن المعتقدات الروحية المختلفة. بعد تسريحه من الجيش، اختار عدم العودة إلى حياته المهنية في الصيدلة. سافر على نطاقٍ واسعٍ، وتلقى دوراتٍ في العديد من الجامعات في كلٍ من الولايات المتحدة وخارجها.
كان الشخص الذي كان له تأثيرٌ قويٌ بشكلٍ خاصٍ على مورفي هو توماس توارد، الذي كان قاضيًا وفيلسوفًا وطبيبًا وأستاذًا. أصبح توارد معلم مورفي. لم يتعلم منه الفلسفة واللاهوت والقانون فحسب، بل تعلم أيضًا التصوف وخاصة النظام الماسوني. أصبح عضوًا نشطًا في هذا النظام، وعلى مرّ السنين ارتقى في الرتب الماسونية إلى الدرجة 32 في الطقوس الاسكتلندية.
اختار مورفي أن يصبح وزيرًا وأن يجلب معرفته الواسعة للجمهور. نظرًا لأن مفهومه عن المسيحية لم يكن تقليديًا ويتعارض مع العديد من الطوائف المسيحية، فقد أسس كنيسته الخاصة في لوس أنجلوس. لقد اجتذب عددًا صغيرًا من المصلين، لكن لم يستغرق الأمر وقتًا طويلاً لرسالة التفاؤل والأمل بدلاً من خطب «الخطيئة واللعنة» لكثير من الخدام لجذب العديد من الرجال والنساء إلى كنيسته.
كان مورفي من دعاة حركة الفكر الجديد. تم تطوير هذه الحركة في أواخر القرن التاسع عشر وأوائل القرن العشرين من قبل العديد من الفلاسفة والمفكرين العميقين الذين درسوا هذه الظاهرة وبشروا وكتبوا ومارسوا طريقةً جديدةً للنظر إلى الحياة والحصول على الرغبات.
كتب مورفي أكثر من 30 كتابًا. أصبح أشهر أعماله The Power of Your Subconscious Mind ، الذي نُشر لأول مرةٍ في عام 1963م، وأصبح من أكثر الأعمال مبيعًا على الفور وباع ملايين النسخ منها في جميع أنحاء العالم.

## حياته الشخصية ووفاته
في الخمسينيات من القرن الماضي، تزوج مورفي وحصل على درجة الدكتوراة في علم النفس من جامعة جنوب كاليفورنيا وبدأ في الكتابة.
بعد وفاة زوجته الأولى في عام 1976م، تزوج مرةً أخرى من وزيرة العلوم الإلهية اللتي كان سكرتيرته منذ فترةٍ طويلة. نقل وزارته إلى لاغونا هيلز في كاليفورنيا، حيث توفي فيها عام 1981م. استمرت زوجته، الدكتورة جان مورفي، في هذه الوزارة لبضع سنواتٍ بعد ذلك.

## من أهم أعماله
- This is It!: The Art of Metaphysical Demonstration [4]
- wheels of Truth (1946) [5]
- The Perfect Answer (1946) [6]
- Supreme Mastery of Fear (1946) [7]
- St. John Speaks (1948) [8]
- Love is Freedom (1948) [9]
- The Twelve Powers Mystically Explained (1948)
- Riches are Your Right (aka Special Meditations for Health, Wealth, Love, and Expression) (1952)
- The Miracles of Your Mind (1953) [10]
- The Fragrance of God (1953)
- The Magic of Faith (1954) [11]
- The Meaning of Reincarnation (1954) [12]
- Believe in Yourself (1955) [13]
- How to Attract Money (1955) [14]
- Traveling With God (1956) [15]
- Peace Within Yourself (St. John Speaks revised) (1956)
- Prayer Is the Answer (1956) [16]
- How to use your Healing Power (1957) [17]
- Quiet Moments with God (1958) [18]
- Pray Your Way Through It (1958)you
- The Healing Power of Love (1958) [19]
- Stay Young Forever (1958) [20]
- Mental Poisons and Their Antidotes (1958) [21]
- How to Pray With a Deck of Cards (1958)
- Living Without Strain (1959) [22]
- Techniques in Prayer Therapy [23]
- Nuclear Religion (1961) [24]
- Lord Teach Us to Pray (is the 2nd chapter of Traveling With God) (1962)
- Why Did This Happen to Me? (1962) [25]
- The power of your Subconscious Mind (1963) [26]
- The Miracle of Mind Dynamics (1964) [27]
- The Amazing Laws of Cosmic Mind Power (1965) [28]
- Your Infinite Power to Be Rich (1966) [29]
- The Cosmic Power Within You (1968) [30]
- Infinite Power for Richer Living [31]
- Secrets of the I ching (1970) [32]
- Psychic Perception: The Magic of Extrasensory power (1971) [33]
- Miracle Power for Infinite Riches (1972) [34]
- Telepsychics: The Magic Power of Perfect Living (1973) [35]
- The Cosmic Energizer: Miracle Power of the Universe (1974) [36]
- Great Bible Truths for Human Problems (1976) [37]
- Within You Is the Power (1977) [38]
- Songs of God (1979) [39]
- How to use the laws of Mind (1980) [40]
- These Truths Can Change Your Life (1982) [41]
- Collected Essays of Joseph Murphy (1987) [42]